# Собор Святого Павла
Собо́р Свято́го Павла́ (англ. St Paul's Cathedral) — собор у Лондоні. Один із символів міста і Англіканської церкви загалом. Є резиденцією єпископа Лондона. Знаходиться в районі Сіті. Збудований у конфесійному стилі в 1675–1708 роках.

## Старий собор
Собор є унікальним за своєю історією — сучасний храм є вже п'ятою за віком культовою спорудою, яку збудували на цьому місці. Близько 604 року на місці колишніх римських будівель християнські місіонери звели дерев'яну церкву. 675 року її було спалено язичниками. Відбудований храм був уже з каменю. 
Згідно з Англосаксонською хронікою собор було розграбовано вікінгами у 961 році.
У 962 році собор будують втретє, також із каменю. Англо-саксонська хроніка пише, що він згорів, як і більшість Лондона, під час пожежі 1087 року.

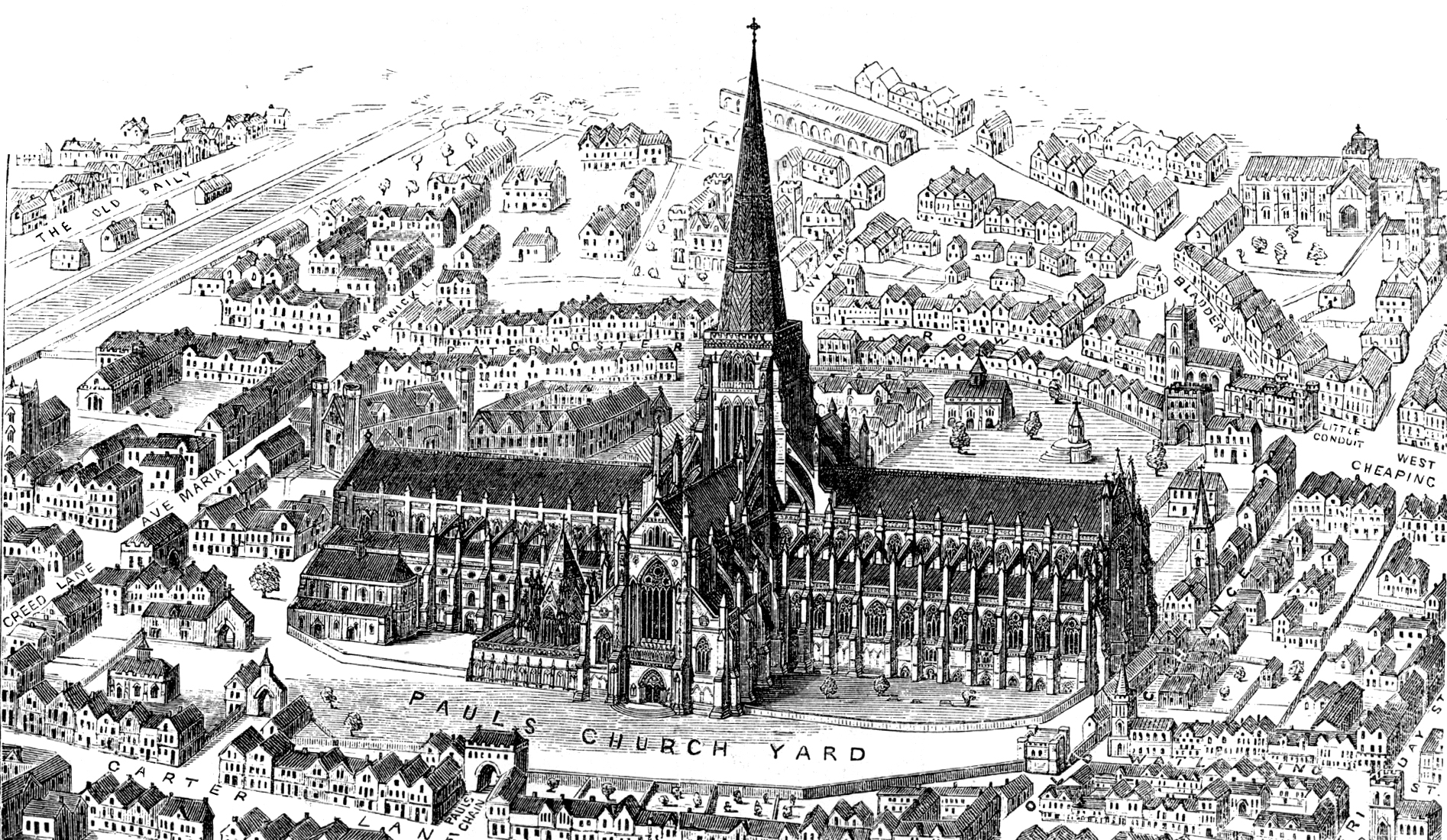
Старий собор Св. Павла. Згорів під час Великої пожежі 1666 року

Найвідомішим «Старим Сент-Полом» (англ. Old St Paul's) став четвертий, який почали будувати після пожежі 1087 року. Будівельні роботи затяглися на 200 років, велика частина була зруйнована під час пожежі 1136 року. Освячення храму відбулося в 1240 році, але потім було прийнято рішення про чергову добудову і повторне освячення собору відбулося в 3 р. Як свідчать розкопки Френсіса Пенроуза, проведені у 1878 р. старий собор Святого Павла вражав своєю величчю, характерною для готичного стилю — 178 метрів завдовжки і 30 (87 у найширшому місці) метрів завширшки робили його третім найдовшим храмом Європи. На куполі височів шпиль, завдяки якому собор досягав близько 149 метрів заввишки.
З часом будівля руйнувалась, багатий орнамент був одним із джерелом наповнення королівської казни, який використовували, зокрема, Генріх VIII і Едуард VI. Будівельні матеріали та частини стін використовували під час спорудження інших будівель. У 1561 році шпиль собору було знищено блискавкою.
Четвертий «Старий Сент-Пол» згорів під час Великої пожежі 1666 року, вогонь легко поширювався через те, що будівля мала дерев'яний дах. Після цього влада остаточно вирішила збудувати на місці храму новий собор у сучасному стилі. Пожежа пришвидшила виконання проєкту, над яким почали задумуватись ще задовго до її початку.

## Будівництво

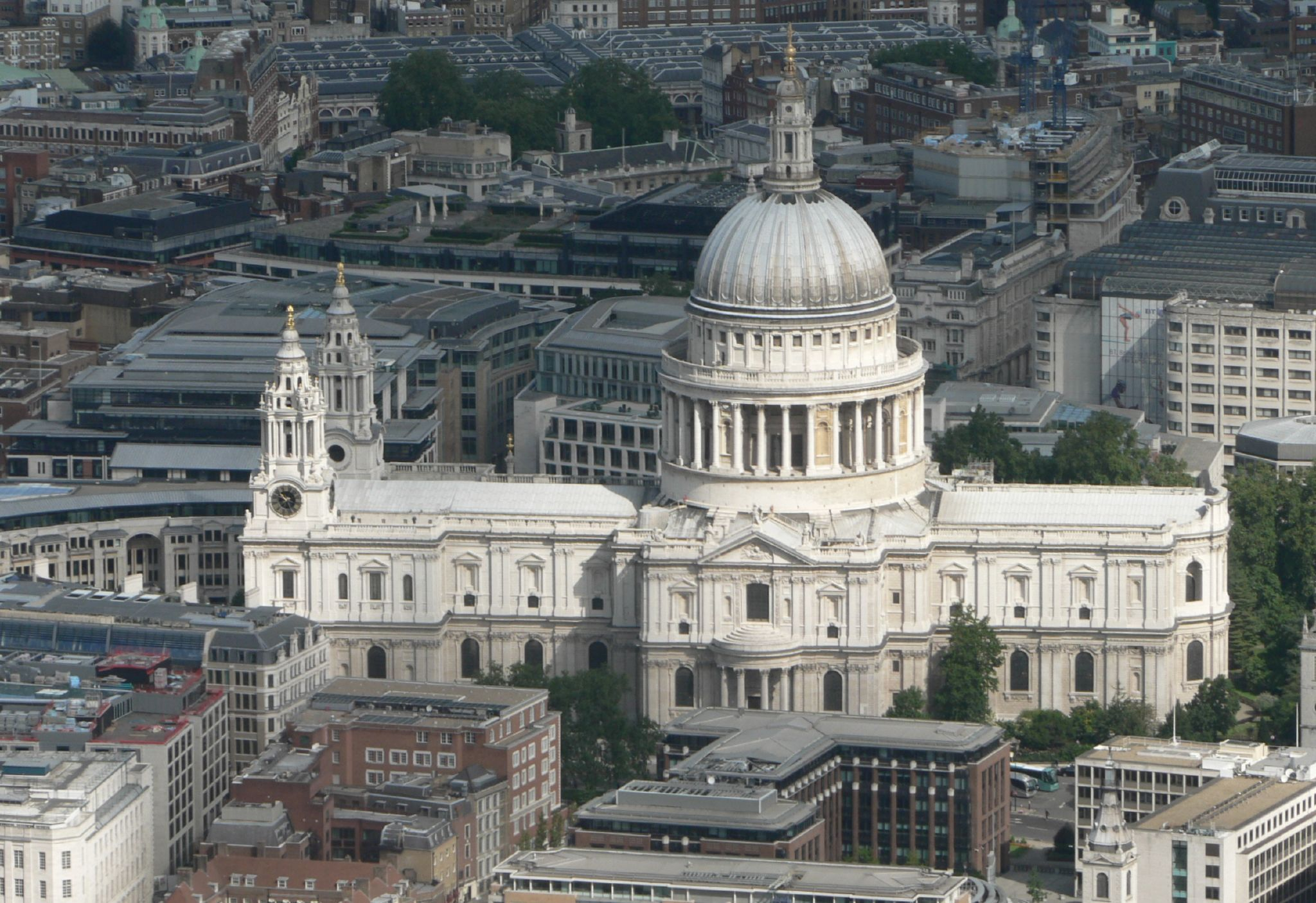

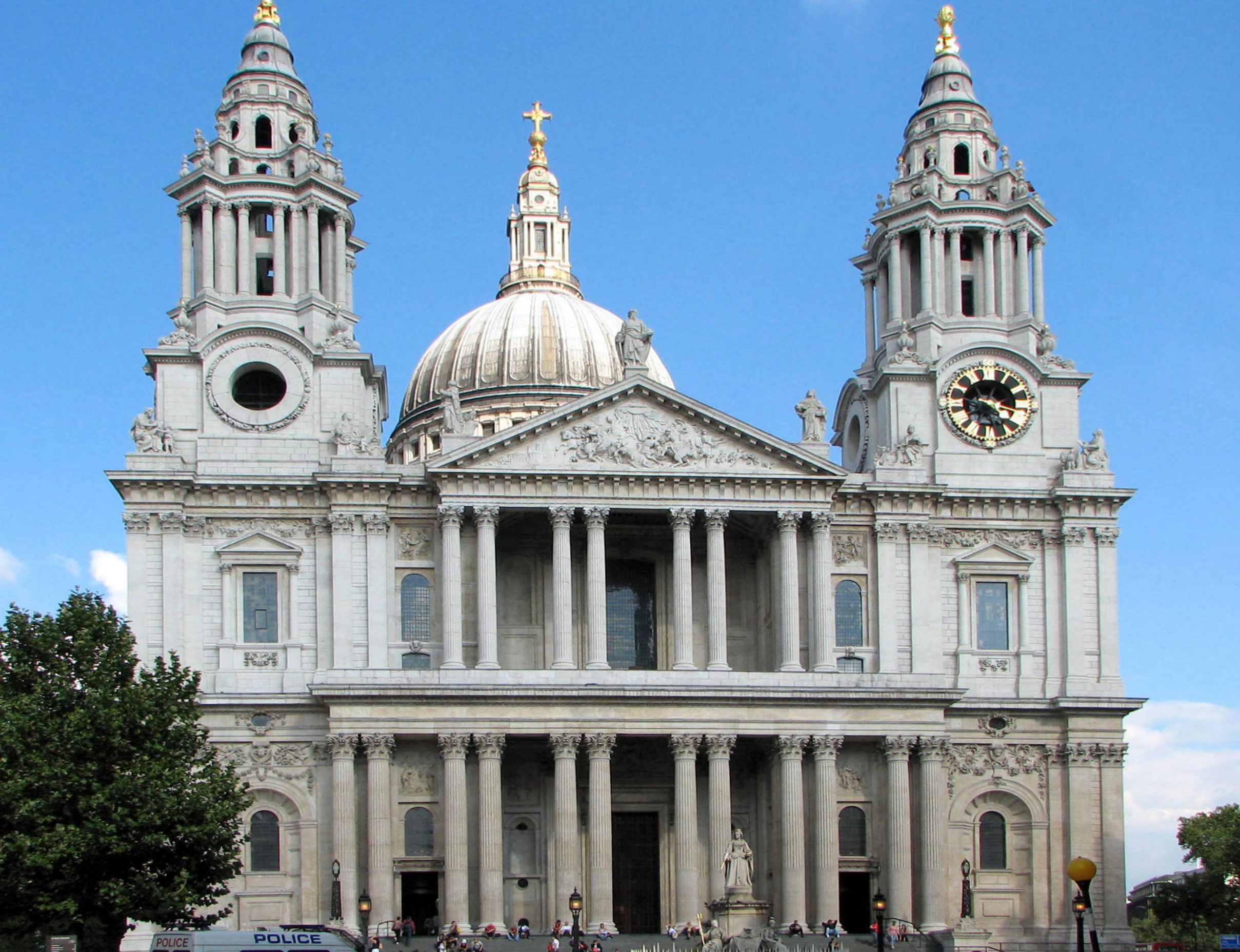

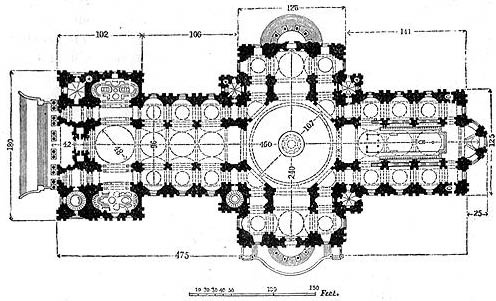
Поземна проєкція

Створення проєкту нового собору було доручено в 1668 році Крістоферу Рену — провідному архітектору Британії. Наступного року він представив свій перший проєкт, який, проте, було відкинуто. Другий проєкт (бл. 1670–1672) теж не отримав схвалення. Зрештою остаточний проєкт храму було затверджено в 1675 р. і в червні того ж року розпочато будівництво. Первинно було заплановано, що собор матиме невеликий купол, проте з дозволу Карла II його розміри було збільшено. Також у соборі з'явилася Галерея шепоту (англ. Whispering Gallery).
Над оздобленням церкви працювали такі відомі митці, як різьбяр Грінлінг Гіббонс і живописець Джеймс Торнхілл.
Будівництво завершено 20 жовтня 1708 року, в 76-й день народження Рена.

## Урочистості
У соборі поховані відомі персони: адмірал Гораціо Нельсон, герцог Веллінгтон, Лоуренс Аравійський, Вінстон Черчілль та ін.
Хоча більшість членів британської королівської сім'ї проводять шлюбні церемонії у Вестмінстерському абатстві, шлюб принца Чарльза і Діани Спенсер відбувся саме тут.